# Rudolf Diener-Dénes
Rudolf Diener-Dénes (* 28. Januar 1889 in Nyíregyháza; † 3. August 1956 in Budapest) war ein ungarischer Maler.

## Leben
1909 studierte er zuerst an der Kunstgewerbeschule,  anschließend war er Student der Schule für angewandte Kunst. 1910 wurde er Schüler an der Ungarischen Akademie der Bildenden Künste bei Károly Ferenczy. 1911 nahm er an einer Ausstellung dieser Gruppe teil. Zwischen 1914 und 1916 arbeitete er als Autodidakt weiter. Ab dieser Zeit beteiligte er sich an künstlerischen Aktivitäten, wie beim „Nemzeti Szalon“ im Jahre 1914  und bei der „Ausstellung junger Künstler“. 1917 malte er in der Künstlerkolonie in Kecskemét, die von Béla Iványi Grünwald geleitet wurde, später studierte er in der Plein-Air-Schule von József Rippl-Rónai. 1918 nahm er an der Ausstellung in der „A Ma (III) Demonsztrativ Kiállitás“ teil. 1924 folgte die erste Einzelausstellung in der Belvedere-Galerie in Budapest.
Zwischen 1924 und 1931 lebte er in Paris, wo er die Académie de la Grande Chaumière besuchte. Studienaufenthalte folgten in der Bretagne, der Normandie und in England. 1931 kehrte er nach Ungarn zurück. Ab dieser Zeit hielt er sich oft in Szentendre auf.
Am 10. Januar 1937 eröffnete die Galerie Fränkel eine große Einzelausstellung; 36 Werke waren zu sehen. Ab 1938 kam es zu öffentlichen antisemitischen Anfeindungen. 1944 erfolgte die Deportation in ein Arbeitslager nach Hatvan, dann war er im Ghetto bis zur Befreiung im Januar 1945. 1946 bekam er den Großen Preis der Szinyei-Gesellschaft. Nach dem Zweiten Weltkrieg wurde für längere Zeit seine Kunst nicht nur mit Gleichgültigkeit, sondern auch mit Missachtung behandelt, da er nicht gemäß den Vorstellungen der kommunistischen Partei im Stile des realistischen Sozialismus malte. 1952 wurde er von der Parteikommission im Namen von Marton Horváth von der Ungarischen Sozialistischen Arbeiterpartei als bourgoiser, impressionistischer und dekadenter Maler gebrandmarkt. Das ihm 1949 zu seinem sechzigsten Geburtstag vom Kultusminister die Medaille „Pro Arte“ überreicht wurde, änderte kaum etwas an dieser langen Periode des Vergessenseins. 1956 erlag er seinen Herzleiden.